# Vit flagga
Vit flagga, som också kallas parlamentärflagga, är ett internationellt tecken för att visa att man i en väpnad konflikt kommer för att förhandla. Parlamentärpersonen är oantastlig och får inte beskjutas, göras till föremål för våld eller tagas till fånga.
I Genèvekonventionerna anges: "Det är förbjudet att avsiktligt i väpnad konflikt missbruka andra internationellt erkända skyddsemblem, -tecken eller -signaler, inbegripet parlamentärflagg, samt skyddsemblemet för kulturföremål".  Det är även ett brott att som bärare av vit flagga vara beväpnad – se perfiditet.